# Nicole Parker

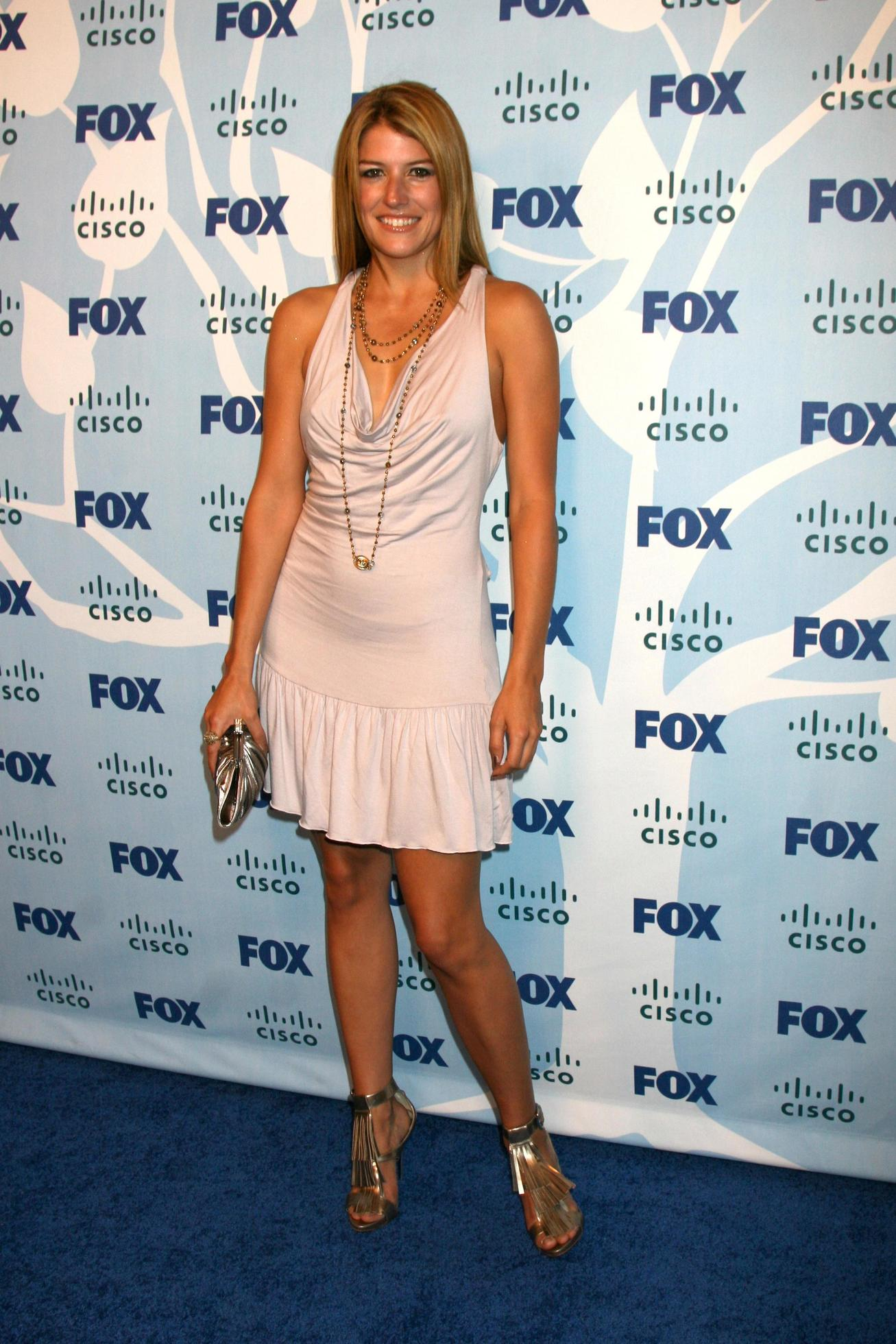
Nicole Frances Parker (2008)

Nicole Frances Parker (* 21. Februar 1978 in Irvine, Kalifornien) ist eine US-amerikanische Schauspielerin und Musicaldarstellerin, die vor allem für ihre Arbeit in Sketchen der FOX-Comedysendung MADtv bekannt ist.

## Leben
In ihrer Heimatstadt arbeitete sie am South Coast Repertory und im Laguna Playhouse. Sie studierte Theater und Stimme an der Indiana Universität und spielte dort in einer Improvisationsgruppe mit. Nach der Universität arbeitete Parker am Edinburgh Fringe Festival und später in Chicago bei dem Impro-Bühnenstück The second City. Außerdem gründeten Nicole und einige Universitätsfreunde eine Theatergruppe in New York namens Waterwell Productions. Daraufhin zog Parker zwei Jahre nach Amsterdam, wo sie erneut Erfahrungen in Comedyshows sammelte. 
2003 trat Nicole Parker als Performerin das erste Mal in MADtv auf. Sie wurde schließlich zum offiziellen Cast hinzugefügt und ist seitdem ein festes Mitglied bei MADtv, wo sie unter anderem folgende Promis verkörpert: Britney Spears, Ellen DeGeneres, Paula Abdul, Kathy Griffin, Ashlee Simpson, Jessica Simpson, Hillary Clinton, Joy Behar, Kelly Clarkson, Rachael Ray, Kim Kardashian und viele mehr.
Als Parker 2007 ihre fünfte Staffel bei MADtv antrat, war sie seit der Darstellerin Stephnie Weir diejenige, die am längsten zum Team von MADtv gehörte. Sie verkörpert seit 2008 auch häufiger einige Prominente in Parodien, wie zum Beispiel im Film Meine Frau, die Spartaner und ich, wo sie als Paris Hilton, Britney Spears, Ellen DeGeneres und Paula Abdul zu sehen war. 2009 stieg sie offiziell aus dem Team von MADtv aus, um sich auf ihre Broadwaykarriere zu konzentrieren.

## Broadway
2004 war Parker für den Jeff Award nominiert für ihre Rolle in People vs. Friar Laurence, The Man Who Killed Romeo and Juliet. Von Juli 2006 bis Januar 2007 sah man sie in dem Comedy-Musical Martin Short: Fame Becomes Me. Am 16. Januar 2009 nahm Parker die Rolle der Elpaba in dem Broadway-Musical Wicked – Die Hexen von Oz an. Sie spielte dort bis zum 19. Juli 2009 und wurde dann von Dee Roscioli abgelöst. 

## Filmografie (Auswahl)
- 2003–2009: MADtv
- 2008: Meine Frau, die Spartaner und ich (Meet the Spartans)
- 2008: Disaster Movie
- 2008: Prop 8: The Musical
- 2009: Weathered (Kurzfilm)
- 2009: Wie das Leben so spielt (Funny People)
- 2011: Sitting Babies (Kurzfilm)
- 2013: Sketchy (Fernsehserie, Folge 2.24)
- 2013: Key and Peele (Fernsehserie, Folge 3.01)
- 2013: Mad (Fernsehserie, Stimme)

## Theater und Broadway
- 2003: Fuente Ovejuna
- 2004: The Magic Flute
- 2004: Romeo and Juliet Musical: The People vs. Friar Laurence, The Man Who Killed Romeo and Juliet
- 2006–2007: Martin Short: Fame Becomes Me
- 2008: Proposition 8: The Musical
- 2009: Wicked – Die Hexen von Oz